# Поповка (Рузаєвський район)
Попо́вка (рос. Поповка, ерз. Поповка) — присілок у складі Рузаєвського району Мордовії, Росія. Входить до складу Сузгар'євського сільського поселення.

## Населення
Населення — 11 осіб (2010; 2 у 2002).
Національний склад (станом на 2002 рік):
- росіяни — 100 %